# Abdachung (Architektur)

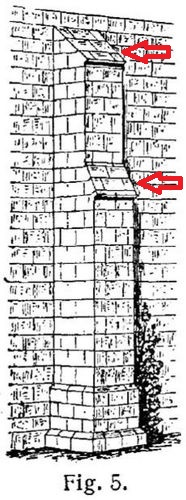
Abdachungen an einem Strebepfeiler

Eine Abdachung (oder ein Abdach) ist in der Baukunst die Bedeckung von Strebepfeilern durch kleine Pultdächer oder Giebeldächer.

## Verwendung
Abdachungen im Hochbau kamen vor allem bei mittelalterlichen und historistischen Strebepfeilern vor und sind eine Möglichkeit zum Witterungsschutz der sich nach oben durch Absätze verjüngenden Form. Für die Abdachung wurden in der Regel schräge Deckplatten oder satteldachförmige Überdeckungen verwendet. Siehe auch: → Wasserschlag (Architektur).

## Gestaltung
Abdachungen können schmucklos als einfache Schrägen ausgeführt sein. Zusätzlich gliedernde und gestaltende Funktionen übernehmen profilierte Gesimse, beispielsweise Kaffgesimse. 

An einigen spätgotischen Bauten gibt es auf den Abdächern sitzende oder liegende kleine Skulpturen („Wasserschlagfiguren“), die von dem Kunsthistoriker Michael Jähne als „dekorative Willkür“ bezeichnet wurden, weil sie das Ablaufen des Wassers hemmen und damit die technische Funktion des Abdaches weitgehend aufheben.

Beispiele
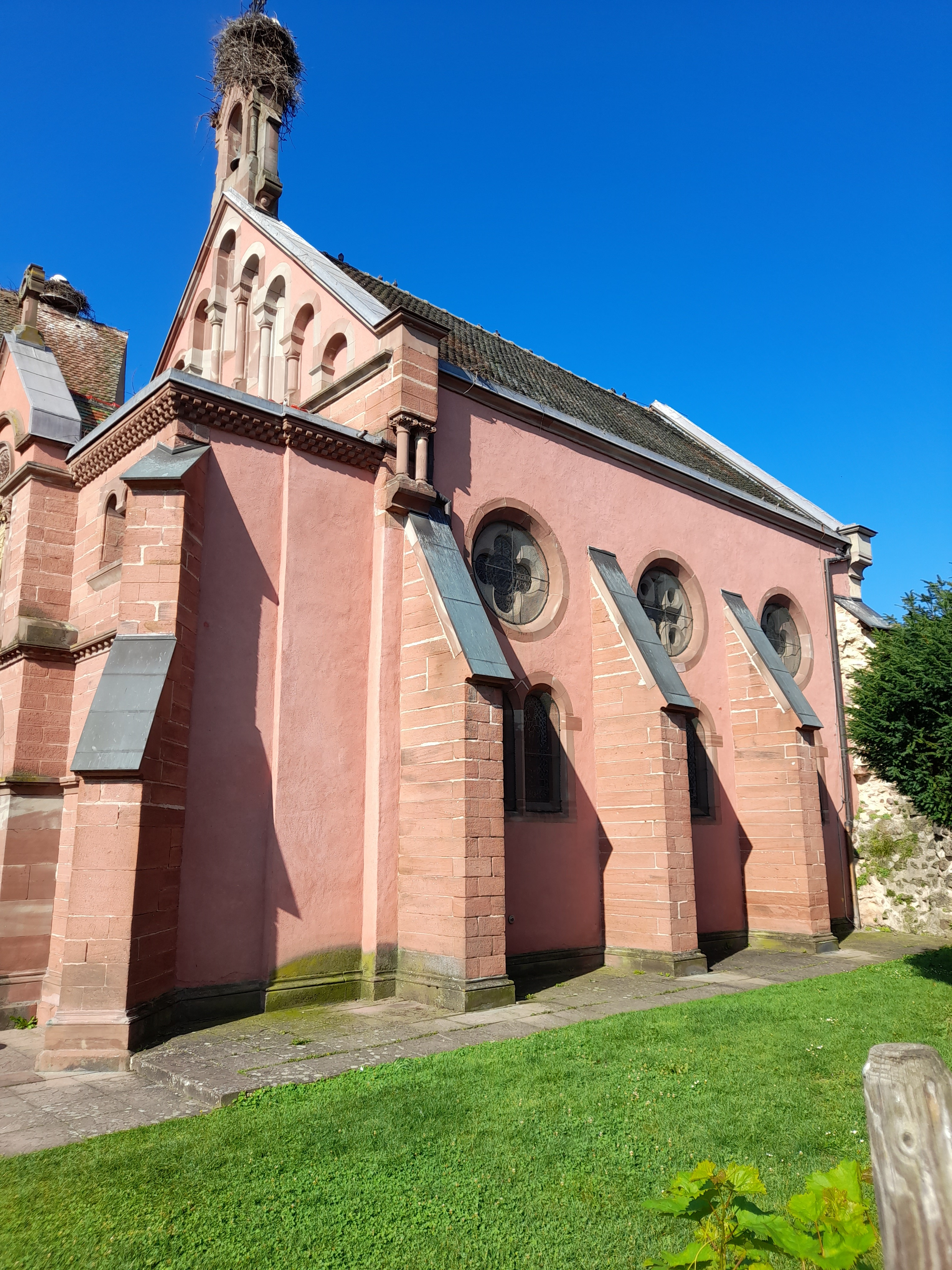
Strebepfeiler mit einfachen Abdachungen und Kaffgesimsen (nachträglich mit Blech verkleidet)
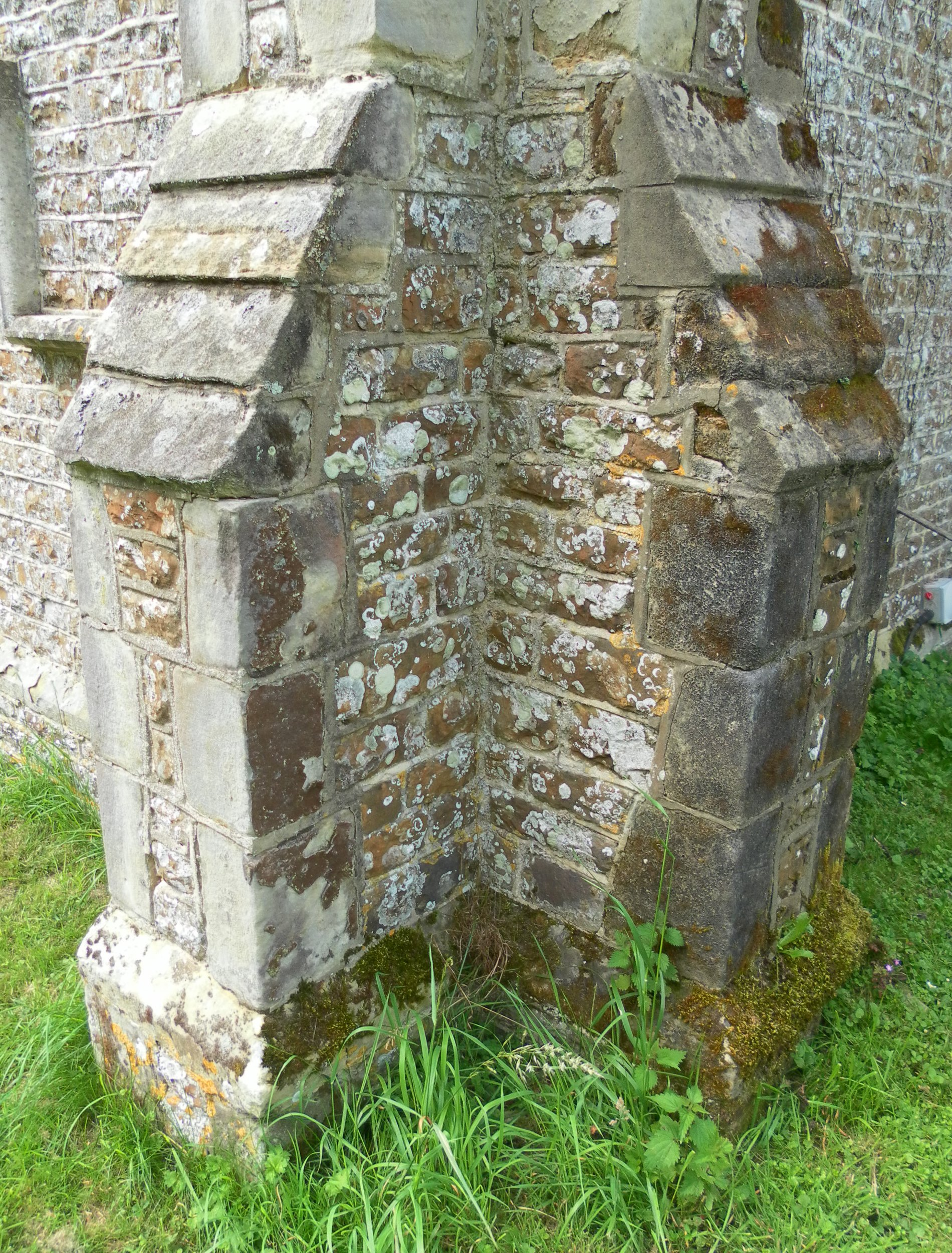
Abgetreppte Abdachungen bei zwei Eckstrebepfeilern
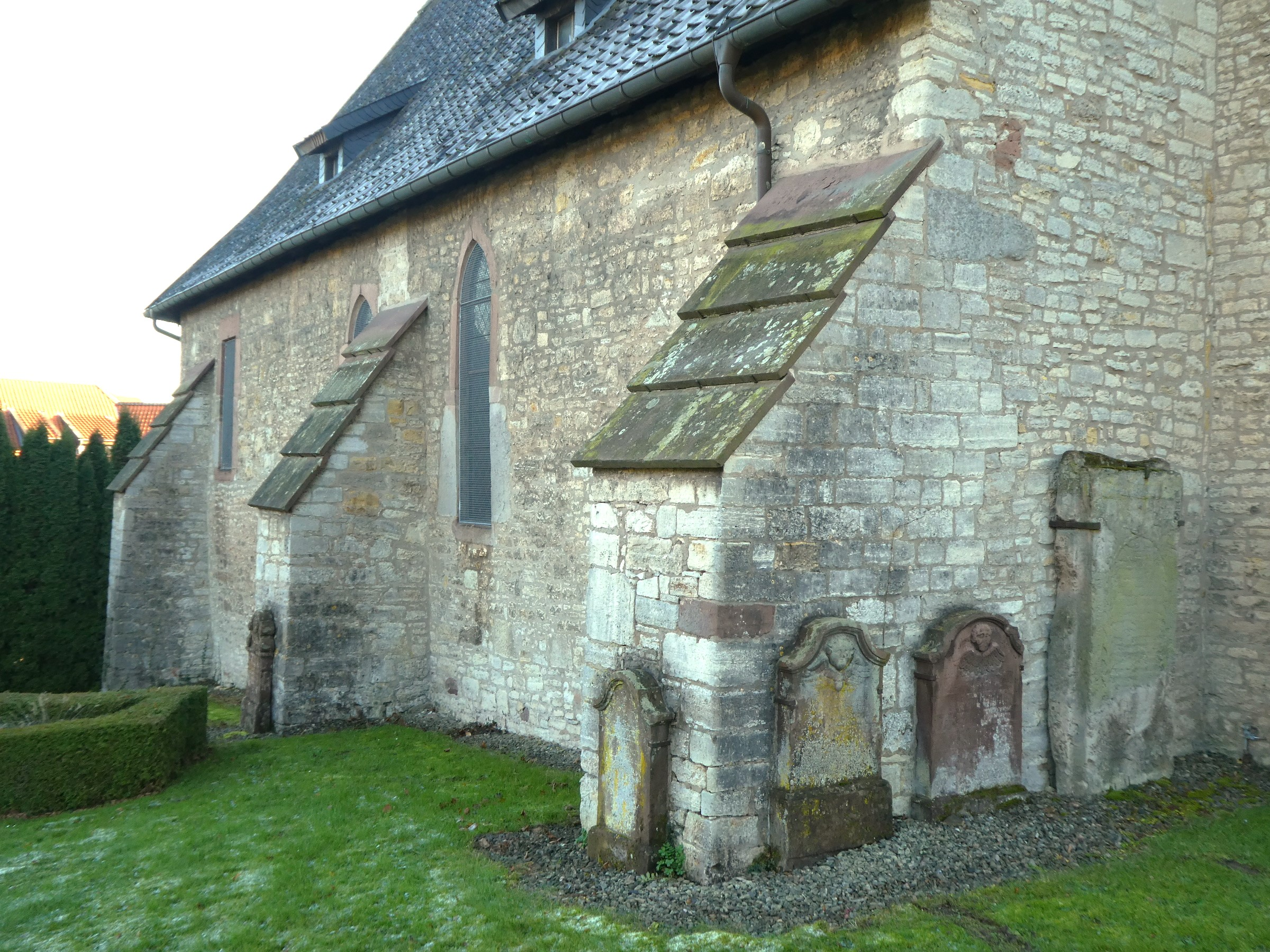
Strebepfeiler mit abdachenden Steinplatten
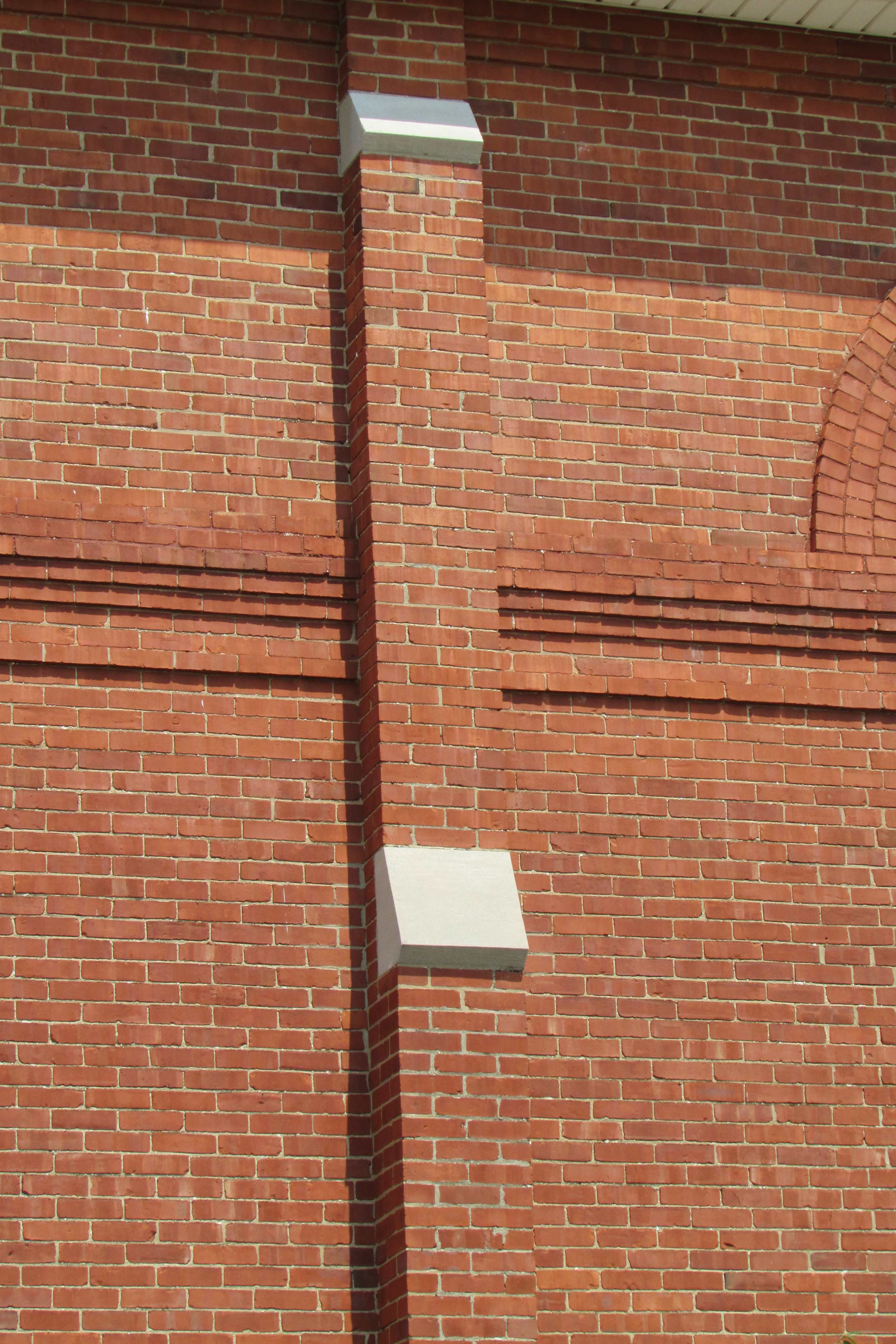
Strebepfeiler aus Ziegelmauerwerk, bei dem die Abdachungen abweichend in haltbarerem Naturstein ausgebildet sind
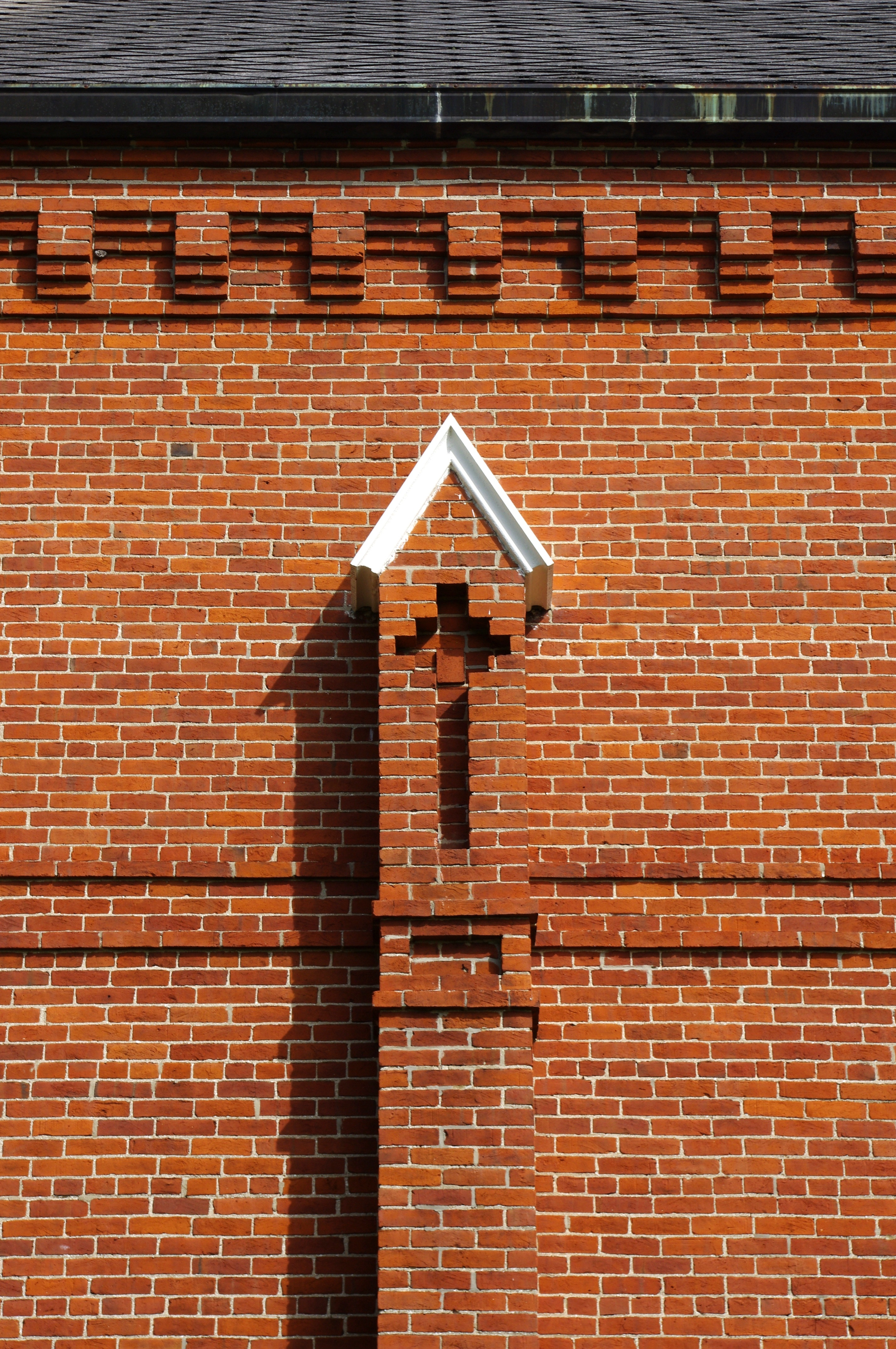
Strebepfeiler-Abdachung in der Form eines Satteldachs
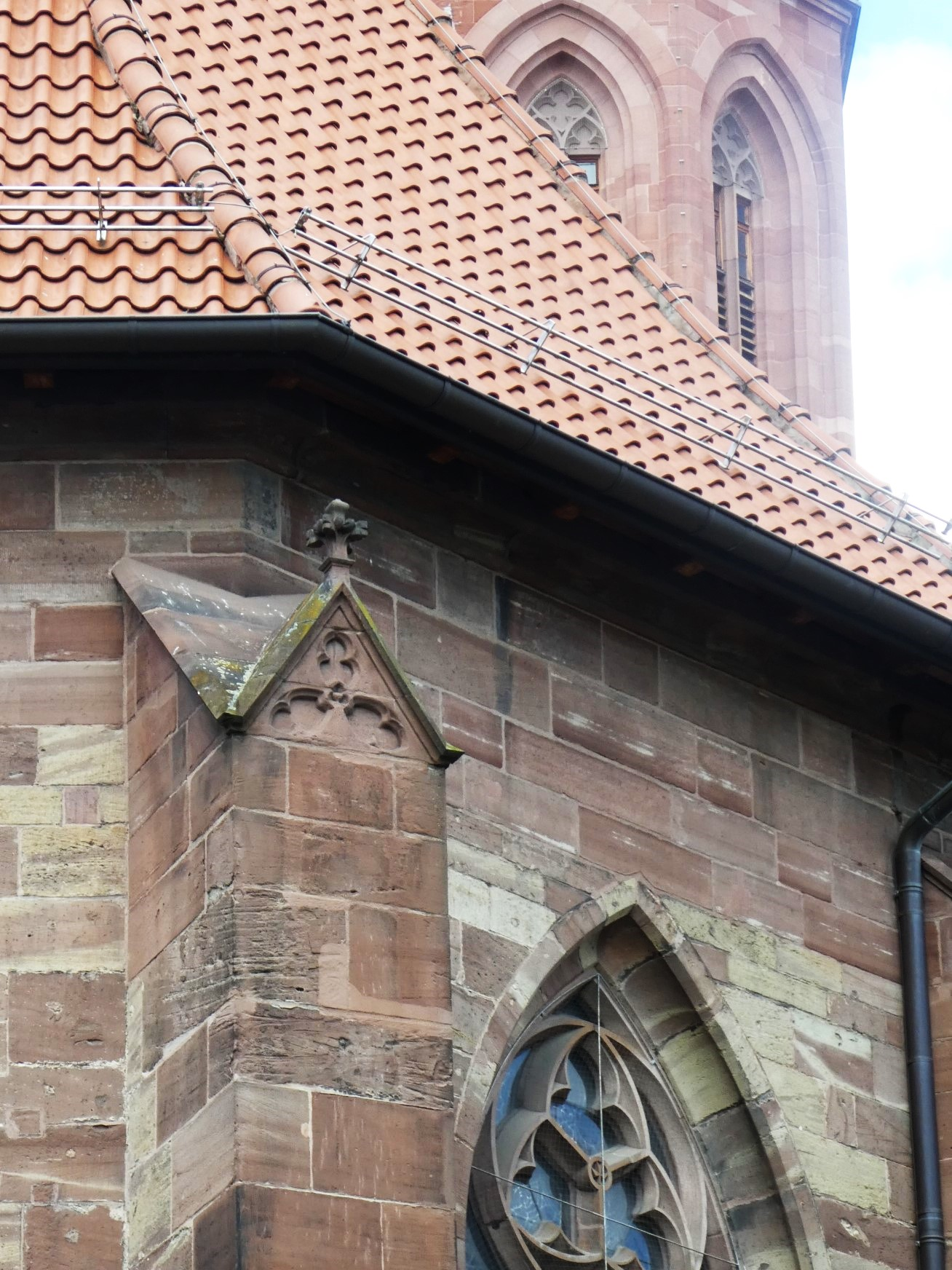
Chorstrebepfeiler mit Kreuzblume und Blendmaßwerk in der Giebelabdachung
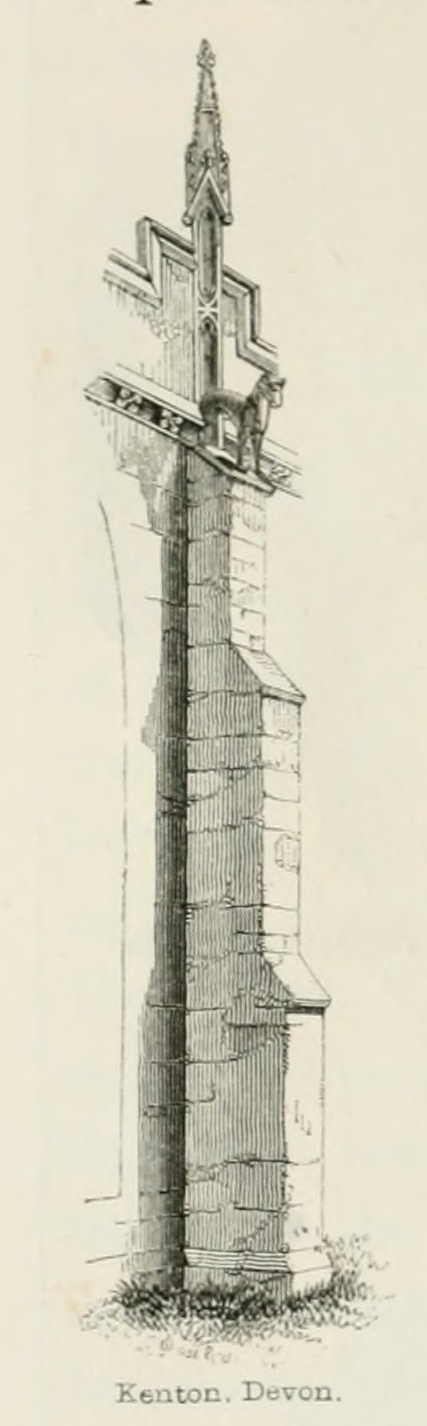
Dreifach abgedachter Strebepfeiler mit zusätzlich einer bekrönenden Wasserschlagfigur